# Лунвож (приток Большой Сойю)
Лунвож — река в России, протекает по территории Вуктыльского округа в Республике Коми. Слиянием с рекой Войвож образует в качестве правой составляющей реку Большая Сойю. Длина реки составляет 30 км.
Исток находится в 34 км к юго-западу от села Дутово и в 65 км к юго-западу от города Вуктыл. В верхнем течении течёт на юго-восток, затем поворачивает на северо-восток, всё течение проходит по ненаселённому, всхолмлённому, частично заболоченному лесному массиву. Русло сильно извилистое. Высота устья — 94,5 м над уровнем моря.
Притоки — Нилейю, Юсьлыяншор (правые).
Ширина реки в нижнем течении около 10-12 метров, скорость течения 0,4 м/с.

## Данные водного реестра
По данным государственного водного реестра России относится к Двинско-Печорскому бассейновому округу, водохозяйственный участок реки — Печора от водомерного поста у посёлка Шердино до впадения реки Уса, речной подбассейн реки — бассейны притоков Печоры до впадения Усы. Речной бассейн реки — Печора.
Код объекта в государственном водном реестре — 03050100212103000060985.